# Tetramoriini
Tetramoriini  (лат.) — ранее выделявшаяся триба муравьёв из подсемейства Myrmicinae (Formicidae), которая включала 6 родов и более 400 видов.  Среди них и такой обычный вид, как Tetramorium caespitum (дерновый муравей). Согласно последней классификации муравьёв данная триба не выделяется, а принадлежавшие ему таксоны отнесены к трибе Crematogastrini.

## Распространение
Всесветное.

## Описание
Мелкие земляные муравьи. Среди представителей трибы есть социальные паразиты, такие как роды Anergates и Teleutomyrmex, которые утратили касту рабочих, рабовладельцы Strongylognathus, совершающие рейды на представителей рода Tetramorium. Жало с лопатовидным отростком. Второй членик жгутика усиков самцов удлиненный (Bolton 2003).

## Классификация
Впервые была выделена в 1895 году под названием Tetramorii  Emery, 1895. В дальнейшем с 1895 по 2014 год рассматривалась в качестве трибы Tetramoriini в составе подсемейства Myrmicinae. В 2014 году члены трибы были распределены по другим трибам.
- Триба Tetramoriini
  - Род Anergates (с 2015 года синоним Tetramorium)
  - Род Decamorium (с 2014 года синоним Tetramorium)[4]
  - Род Rhoptromyrmex
  - Род Strongylognathus
  - Род Teleutomyrmex (с 2015 года синоним Tetramorium)
  - Род Tetramorium (дерновый муравей Tetramorium caespitum)
    - Среди синонимов рода Tetramorium и таксон Triglyphothrix Forel, 1890[5], до 1985 года, рассматриваемый в качестве самостоятельного рода[6][7].